# 775 هـ
775 هـ هي سنة في التقويم الهجري امتدت مقابلةً في التقويم الميلادي بين سنتي 1373 و1374.

## مواليد
- تقي الدين الفاسي

## وفيات
- عبد القادر القرشي
- جمال الدين الأقصرائي